# Puppenspiel
Puppenspiel (tłum. Teatr Lalek) – szósty studyjny album niemieckiej grupy muzycznej Unheilig. Został wydany w roku 2008. Podobnie jak albumy Zelluloid, oraz Moderne Zeiten, tak również Puppenspiel wydany został w dwóch wersjach: standardowej, z czternastoma utworami, oraz w limitowanej - z dwoma utworami bonusowymi.

## Lista utworów
1. Vorhang auf - 2:03
2. Puppenspieler - 4:04
3. Spiegelbild - 5:37
4. Dein Clown - 4:52
5. Sei mein Licht - 5:13
6. Fang mich auf - 4:48
7. Feuerengel - 5:32
8. Kleine Puppe - 5:12
9. An deiner Seite - 6:07
10. Die Bestie - 5:07
11. Lampenfieber - 5:01
12. Wie viele Jahre - 4:34
13. Glaub an mich (tylko w edycji limitowanej) - 4:23
14. Spielzeugmann (tylko w edycji limitowanej) - 5:10
15. Der Vorhang fällt - 4:58
16. Memoria - 3:09